# Ulrich Uibel
Ulrich „Uli“ Uibel (* 20. Februar 1954 in Solingen; † 6. August 2020 ebenda) war ein deutscher Politiker (SPD), Oberbürgermeister von Solingen und Geschäftsführer.

## Leben
Ulrich Uibel studierte nach dem Abitur am Gymnasium Schwertstraße Rechts- und Sozialwissenschaften an der Rheinischen Friedrich-Wilhelms-Universität Bonn.
Bereits 1972 trat Uibel in die SPD ein. Ab 1977 arbeitete er als persönlicher Referent des Bundestagsabgeordneten Heinz Schreiber aus Solingen. 1981 kam er als Nachrücker in den Rat der Stadt Solingen, dem er bis 2014 durchgehend angehörte. Von 1985 bis 1997 war er Vorsitzender der SPD-Stadtratsfraktion. Nach der nordrhein-westfälischen Reform der Kommunalspitze wurde Uibel am 26. Juni 1997 vom Stadtrat zum ersten hauptamtlichen Oberbürgermeister der Stadt Solingen gewählt. In der ersten Oberbürgermeister-Direktwahl konnte er das Amt nicht verteidigen. Bei der Wahl am 12. September 1999 verlor er im ersten Wahlgang mit 34,7 Prozent der Stimmen gegen den CDU-Kandidaten Franz Haug mit 59,3 Prozent der Stimmen.
Im Jahr 2000 erhielt Uibel den Vorstandsvorsitz der Ohligser Wohnungsbau eG (OWB). Nach deren Insolvenz 2010 wurde er Vorstandsvorsitzender des Nachfolgeunternehmens Neue Eigentümer-Wohnungsbau eG (NEWS). Uibel gehörte dem Verwaltungsrat der Stadt-Sparkasse Solingen an. Außerdem war er im Vorstand des Schloßbauvereins Burg an der Wupper e.V. tätig. Durch die Wahl von Tim Kurzbach (SPD) zum neuen Oberbürgermeister von Solingen rückte Uibel 2015 über die Reserveliste wieder in den Stadtrat nach. 
Ulrich Uibel verstarb unerwartet im Alter von 66 Jahren am 6. August 2020 in seiner Heimatstadt Solingen.

„Noch eins wünsche ich mir für unsere Stadt: Mut zur Zukunft, Mut zum Wandel. Jeder kreative Geist in Wirtschaft, Verwaltung, Politik oder Kultur möge sich aktiver an der Diskussion über die Zukunft unserer Stadt beteiligen (...).“